# La Bastidonne
 La Bastidonne  es una población y comuna francesa, en la región de Provenza-Alpes-Costa Azul, departamento de Vaucluse, en el distrito de Apt y cantón de Pertuis.
Está integrada en la Communauté de communes Luberon - Durance.

## Demografía
| 288 | 300 | 305 | 317 | 304 | 295 | 291 | 302 | 304 | 300 | 287 | 275 | 270 | 252 | 214 | 204 | 201 | 179 | 167 | 178 | 143 | 118 | 132 | 131 | 129 | 135 | 153 | 179 | 259 | 381 | 505 | 677 | 737 |
| Para los censos de 1962 a 1999 la población legal corresponde a la población sin duplicidades (Fuente: INSEE [Consultar]) |     |     |     |     |     |     |     |     |     |     |     |     |     |     |     |     |     |     |     |     |     |     |     |     |     |     |     |     |     |     |     |     |